# シックス・フィート・アンダー
『シックス・フィート・アンダー』（Six Feet Under）は、アメリカのテレビ局HBOで2001年から2005年まで放映されたブラック・コメディドラマのテレビシリーズ。エミー賞やゴールデングローブ賞を数多く受賞した。
日本では2005年7月より、スーパーチャンネル(現・スーパー!ドラマTV)にて放映された。

## 概要
ロサンゼルス郊外の町パサディナで葬儀屋「フィッシャー・アンド・サンズ」を営むフィッシャー一家を中心に、一見普通に見える家族の裏に潜む問題、死による喪失と嘆き、それを乗り越えての再生をシニカルかつユーモラスに描く。冒頭で誰かが死に、その遺体がフィッシャー・アンド・サンズに持ち込まれるところから各エピソードが始まる。フィッシャー家の人々の幻想がしばしば描かれ、亡父や葬儀の対象の死者の姿がしばしば現れる。
製作総指揮・脚本は 『アメリカン・ビューティー』 の脚本家アラン・ボール。ロドリゴ・ガルシアや女優のキャシー・ベイツなども演出を務めた。
なお、タイトルの“シックス・フィート・アンダー”は、北米で土葬を行う際に棺桶を地上から6フィート（182cm）の深さに埋める、という慣例に基づいている。

## 登場人物

### メイン
- ネイト・フィッシャー (Nathaniel Samuel "Nate" Fisher, Jr., 1965年- )
  - 演 - ピーター・クラウス、日本語吹替 - 桐本琢也
  - フィッシャー家の長男だが、家業を嫌い半ば家出のようにしてシアトルで暮らしていた。S1で家に帰る途中、空港で行きずりの関係を持ったブレンダと恋人同士になる。父親の遺言により、弟のデイヴと共に葬儀屋を切り回すようになるが、脳動静脈奇形と診断される。S2でブレンダと婚約したものの、シアトル時代のガールフレンドのリサと浮気して娘が生まれ、ブレンダのセックス依存症もあって破局する。脳手術を受ける。S3でリサと結婚するが、マヤを残してリサは失踪し死体で見つかる。S4でブレンダとよりを戻し、S5で結婚しマヤを育てる。ブレンダが出産を控える中、脳卒中の発作で亡くなる。
- デイヴィッド・"デイヴ"・ジェームズ・フィッシャー (David Fisher, 1969年- )
  - 演 - マイケル・C・ホール、日本語吹替 - 小野塚貴志
  - フィッシャー家の次男。生真面目な性格で、当初弁護士を志していたが、ネイトが家業を継がなかったため仕方なく20歳で葬儀屋となる。
  - ゲイ だが、当初回りには知らせておらず、本人も混乱していたために女性と婚約したことがある。後に黒人の警察官キースと出会い恋人になるが、S1でカミングアウトしないデイヴに業を煮やしたキースに振られてしまう。その後、次第に周囲にカミングアウトする。S2ではキースとよりを戻し同居する。S5では兄弟を養子にとる。
- クレア・フィッシャー (Claire Fisher, 1983年- )
  - 演 - ローレン・アンブローズ、日本語吹替 - 斉藤梨絵
  - フィッシャー家の末っ子。兄達とは10歳以上年が離れている。S1では高校に通い、反抗的で恋愛関係に悩む。S2では志望大学に不合格となって進路に悩んだ末、地元のアート・カレッジに進む。S3では中絶を経験する。S4ではブレンダの弟ビリーと付き合う。S5ではビリーと別れてアートをあきらめ、会社勤めをしたのち、ニューヨークに引っ越す。
- ルース・フィッシャー (Ruth Fisher, 1946年- )
  - 演 - フランセス・コンロイ、日本語吹替 - 土井美加
  - 1965年にナサニエル・フィッシャーと結婚、長男ネイト、次男デイヴ、年の離れた一人娘クレアをもうける。夫ナサニエルの事故死の後、葬儀の場で息子たちに実は数年に渡り、担当する美容師ハイラムと浮気していたことを告白する。美容師との関係を清算した後も、夫のいない生活、それまで気づかなかった子供たちの一面などに戸惑い、しばしば混乱する。後に花屋で働くようになり、S2ではそこのオーナーであったニコライと交際するが、過剰に世話を焼いて飽きられ破局する。S3では住み込みのアーサーと親しくなった後、葬儀出席者のジョージと知り合って7週間で結婚する。S5では記憶障害を起こしたジョージと離婚する。
- ナサニエル・フィッシャー (Nathaniel Fisher, 1943年 - 2000年)
  - 演 - リチャード・ジェンキンス、日本語吹替 - 岩崎ひろし

フィッシャー家の大黒柱であるナサニエルだが、第一話でネイトを空港に迎えに行く途中で交通事故にあい死亡する。死後も家族の幻想やフラッシュバックの場面でしばしば登場する。
- フェデリコ・ディアス (Hector Federico Diaz, 1974年- )
  - 演 - フレディ・ロドリゲス、日本語吹替 - 上田陽司
  - フィッシャー・アンド・サンズで働く腕の良い遺体修復師。1992年にフェデリコの父親が屋根から落ちて亡くなった時、ナサニエルがその遺体を綺麗に修復したことに感銘を受け、二人は友情関係を築く。ナサニエルはフェデリコの学費を払い、後にフィッシャー・アンド・サンズに雇い入れる。彼は高校時代の恋人ヴァネッサと結婚し、二人の子供をもうける。S1で大手のクローナ―社に引き抜かれるが、すぐにフィッシャー家の元に戻る。S2では近所に住んでいた老婆が残してくれた遺産でフィッシャー・アンド・サンズの株の25%を購入し共同経営者となる。S3では母親を失った妻ヴァネッサの憂鬱に悩む。S4ではストリッパーのソフィアと浮気をして別居する。S5では再び同居する。
- ブレンダ・チェノウィス (Brenda Chenowith Fisher, 1969年- )
  - 演 - レイチェル・グリフィス、日本語吹替 - 本田貴子
  - 指圧師。両親共に富裕な精神科医 で、子供のころ高いIQを示したために他の精神科医の観察を受け、書籍となったトラウマを抱える。双極性障害を患う弟ビリーによって人生を狂わされ続ける。
  - S1でシアトルからロサンゼルスへの飛行機の中でネイトに出会い、行きずりの関係を結ぶ。自分とあまりにも違うネイトに惹かれ、恋人になる。S2でネイトと婚約したものの、行きずりの男たちとのセックスに溺れ、ネイトがリサと浮気して妊娠させたことで破局し、ロサンゼルスを離れる。S3でロサンゼルスに戻り弟のビリーに悩まされる。S4では隣人ジョーと付き合うが、ネイトとの浮気がばれて別れる。S5ではネイトと結婚するが、妊娠中にネイトを失う。ウィラを出産し、マヤとともに育てる。
- ビリー・チェノウィス 
  - 演 - ジェレミー・シスト、日本語吹替 - 最上嗣生
  - ブレンダの弟。双極性障害を患う写真家。S1で入院するがS2で退院する。S3では一時ブレンダと同居して悩ませる。S5ではクレアと付き合うが捨てられる。
- キース・チャールズ (Keith Dwayne Charles, 1968年- )
  - 演 - マシュー・セント・パトリック（英語版）、日本語吹替 - 志村知幸
  - ロサンゼルス市警察 の黒人警察官。教会でデイヴに出会い付き合うようになるが、S1で家族にカミングアウトしないデイヴに業を煮やして、一時期別れる。S2で姪テイラーを引き取り、デイヴとよりを戻す。職務中の暴力事件により停職となる。S3では警察を辞め警備会社に勤めデイヴと同居する。S4ではセレブの警護の仕事に就く。S5では兄弟を養子にとる。
- ジョージ・シブリー
  - 演 - ジェームズ・クロムウェル
  - 大学教授。ルースと出会って7週間で結婚する。六度の結婚歴がある。破滅論に取りつかれて鬱病を発する。S5で離婚する。S4よりメイン。

### リカーリング

#### S1から登場
- ヴァネッサ・ディアス
  - 演 - ジャスティナ・マシャド
  - フェデリコの妻。S4でフェデリコの浮気により別居するがS5で同居を再開する。
- バーナード・チェノウィス
  - 演 - ロバート・フォックスワース
  - ブレンダとビリーの父親、富裕な精神科医。(S1-S3)
- マーガレット・チェノウィス
  - 演 - ジョアンナ・キャシディ
  - ブレンダとビリーの母親、富裕な精神科医。夫の死後オリヴィエと付き合う。
- ガブリエル
  - 演 - エリック・バルフォー、日本語吹替 - 中尾良平
  - クレアの高校でのボーイフレンド。麻薬常用者。(S1)
- ハイラム
  - 演 - エド・ベグリー・ジュニア
  - ルースの不倫相手の美容師。(S1)
- ニコライ
  - 演 - エド・オロス
  - 花屋の主人のロシア人。ルースが夫の死後に付き合う。(S1-S2)
- マシュー・ジラルディ
  - 演 - ゲイリー・ハーシュバーガー
  - フィッシャー・アンド・サンズを買収しようと企てる大手葬儀社の社員。(S1-S2)

#### S2から登場
- パーカー
  - 演 - Marina Black
  - クレアの高校での親友。(S2)
- ミッツィ・ダルトン＝ハントリー
  - 演 - ジュリー・ホワイト
  - 大手葬儀チェーンのクローナ―社幹部。(S2)
- サラ・オコーナー
  - 演 - パトリシア・クラークソン
  - ルースの妹。芸術家。(S2-)
- リサ
  - 演 - リリ・テイラー
  - ネイトのシアトル時代のガールフレンド。S2でネイトの子を妊娠し、ロサンゼルスに引っ越す。S3ではマヤを出産しネイトと結婚しているが、失踪する。(S2-S4)
- テイラー
  - 演 - Aysia Polk
  - キースの姪。母親が麻薬問題を抱えたために一時期キースと同居する。(S2)
- アンジェリカ
  - 演 - Melissa Marsala
  - ヴァネッサの妹で女優。(S2-)

#### S3から登場
- ラッセル
  - 演 - ベン・フォスター、日本語吹替 - 武藤正史
  - クレアのアートスクールでのボーイフレンド。(S3-S4)
- キャロル・ウォード
  - 演 - キャサリン・オハラ
  - 映画プロデューサー。リサの上司。(S3)
- ベティーナ
  - 演 - キャシー・ベイツ
  - ルースの妹サラのケアテイカー。(S3-)
- オリヴィエ・カストロ=スタール
  - 演 - Peter Macdissi
  - クレアのアートスクールの教師。後にマーガレットの恋人。(S3-)
- アーサー・マーティン
  - 演 - レイン・ウィルソン
  - フィッシャー & ディアスの住み込みの見習い。(S3-S4)
- ジョー
  - 演 - ジャスティン・セロー
  - ブレンダの隣人のフレンチホルン演奏者。後に恋人。(S3-S4)
- ソフィア
  - 演 - Idalis DeLeón
  - フェデリコと付き合うストリッパー。(S3-S4)

#### S4から登場
- アニタ・ミラー
  - 演 - スプレイグ・グレイデン
  - アートスクールでのクレアの親友。(S4-)
- イーディ
  - 演 - ミーナ・スヴァーリ
  - レズビアンのアーチスト。(S4)
- ジミー
  - 演 - ピーター・ファシネリ
  - アートスクールでのクレアの友人。(S4)
- セレステ
  - 演 - ミシェル・トラクテンバーグ
  - キースが警護する歌手。(S4)
- マギー・シブリー
  - 演 - Tina Holmes
  - ジョージの娘。薬品会社の営業担当。(S4-)
- ロジャー
  - 演 - Matt Malloy
  - デイヴィッドと喧嘩になる映画プロデューサー。S5ではしばしばキースを警護に雇う。(S4-)

#### S5から登場
- アンソニー
  - 演 - C. J. Sanders
  - デイヴィッドとキースが養子に迎える8歳の少年、ダレルの弟　(S5)
- ダレル
  - 演 - Kendré Berry
  - デイヴィッドとキースが養子に迎える11歳の少年、アンソニーの兄　(S5)
- テッド・フェアウェル
  - 演 - クリス・メッシーナ
  - クレアのボーイフレンド、勤務先の法務部の弁護士。(S5)

## あらすじ

### シーズン1のあらすじ
2000年のクリスマス・イブ、葬儀屋"フィッシャー & サンズ"の経営者ナサニエルは交通事故で死ぬが、その幻は残された家族の前にたびたび現れる。家業を嫌ってシアトルに住んでいた長男のネイトは、実家に帰る途中に行きずりの女性ブレンダとセックスをし、その後は交際するようになる。ロースクールに行く夢をあきらめて家業を手伝っていた次男のデイヴは、ゲイの恋人である黒人警官のキースの存在を家族から隠し、父が遺言で会社をに分割して自分とネイトに与えたことに怒る。高校に通う末っ子のクレアは大学に行かなければ25歳まで遺産がもらえない。未亡人となったルースは美容師のハイラムと不倫をしていたことを家族に告白し、今後は家業にはかかわらないことを宣言する。大手の葬儀屋チェーンのクローナ―社がフィッシャー&サンズを買収しようとし、ネイトは迷った末に断り家業を手伝うことに決める。クレアは、侮辱されたボーイフレンドのガブリエルに死体の足を使って復讐し、カウンセリングを義務付けられる。
ネイトとデイヴィッドは、優秀な遺体修復師のフェデリコ・ディアスとともに家業を切り回す。デイヴィッドは家業の助けにもなる、教会の助祭の地位に就く。カミングアウトをためらったため、業を煮やしたキースに捨てられる。クローナ―社は圧迫を続け、フェデリコは引き抜きに応じるが、失望してすぐにフィッシャー&サンズに戻る。双極性障害を患うブレンダの弟ビリーは姉とネイトを悩ませたのちに入院する。ルースはハイラムと付き合いながら、ニコライの経営する花屋で働き始めるが、ハイラムに別れを告げられる。弟の死をきっかけにして、クレアはガブリエルを支えてよりを戻す。交通事故をきっかけに、ネイトは脳動静脈奇形と診断される。デイヴィッドは次第に周囲にカミングアウトし、キースとの友情を保つ。フェデリコに二人目の子が生まれる。

### シーズン2のあらすじ
ネイトは病気を抱えながらも葬儀士の試験に合格する。デイヴィッドとクレアに病気を打ち明け、症状が出始めて投薬で抑える。ブレンダに求婚されて婚約する。ブレンダの目の前で発作を起こし病気を告白する。ブレンダの父バーナードは浮気をし、別居した母マーガレットはビリーを退院させる。デイヴィッドは新しい相手が見つからず、キースのことが忘れられない。ボーイフレンドのエディと同居していたキースは麻薬問題を抱える妹の娘テイラーを引き取り、エディと溝が広がって別れる。クレアは強盗を働いたガブリエルを通報する。ルースはニコライと付き合い始め、自己啓発にのめりこむ。フェデリコは家を購入する。クローナ―社の幹部ミッツィはフィッシャー・アンド・サンズを圧迫し続ける。
ネイトはシアトルで元ガールフレンドのリサを妊娠させてしまう。ブレンダは行きずりの男たちとのセックス依存症となり、二人は別れる。リサはロサンゼルスに引っ越して娘マヤを出産する。デイヴィッドとキースはよりを戻し同居する。キースは射殺事件に続き、家庭内暴力の容疑者に暴行する事件を起こし停職となり、テイラーはキースの両親に引き取られる。ルースは怪我をしたニコライの世話を過剰に焼いて避けられるようになり別れる。クレアは志望大学に不合格になって進路に迷ったのち、アートスクールに進路を決める。クローナ―社は倒産する。監察が入ったためにフィッシャー・アンド・サンズは多額の資金を要する工事が必要になり、知り合いの老婆から遺産を相続したフェデリコが資金を出して25%を保有する共同経営者となる。ネイトは危険な脳の手術を受ける。ブレンダはロサンゼルスを離れる。

### シーズン3のあらすじ
葬儀屋は"フィッシャー & ディアス"と改称している。ネイトは死の淵をさまよい様々な過去と未来を見たのちに回復し、責任感からリサと結婚し娘のマヤを育てる。リサは、人使いが荒く気難しい映画プロデューサーのキャロルの家に家族とともに住み込んで料理人をするが、ストレスを溜めて辞めルースの家に引っ越す。ブレンダがロサンゼルスに戻り、一時ビリーと同居するが、過度に親密にされて別居する。リサはネイトがまだブレンダを愛していることを知って悩み、マヤを置いて失踪する。ネイトは心配のあまり荒れるが、リサの死が明らかになる。キースは警察を辞職し警備会社に勤務する。キースとデイヴィッドは喧嘩が増えてカウンセリングを受ける。デイヴィッドは趣味を持つためにゲイの合唱団に加わる。クレアはアートスクールに通いラッセルを恋人にする。教師のオリヴィエと寝ていたことを知ってラッセルを捨てるが、直後に妊娠が分かって中絶する。ルースは薬物中毒の妹サラの世話をするベティーナと友人になり、住み込みの見習いアーサーと親しくなる。葬儀に出席したジョージ・シブニーと出会い、急速に仲を深めて結婚する。

### シーズン4のあらすじ
ネイトはリサの死を引きずり、葬儀の仕事に耐えられなくなって辞め、一人でマヤを育てる。デイヴィッドのPTSDを受けて葬儀の仕事に戻る。ブレンダは演奏家のジョーと付き合うがネイトとの関係を密かに復活させ、それが露見してジョーと別れる。リサと不倫関係にあった義理の兄ホイトがネイトの目の前で自殺する。デイヴィッドはヒッチハイカーの強盗に殺されそうになってPTSDに苦しむ。喧嘩相手に訴訟を起こされそうになる。キースは警備会社を辞め、セレブの警護の仕事について長期の不在が増える。クレアはイーディと同性愛を体験するが別れる。苦しむデイヴィッドを見て、ネイトに葬儀の仕事への復帰を懇願する。写真展を成功させる代わりに友情にひびが入る。ルースはジョージが過去に6度結婚しており、隠し子がいることを発見する。過度にジョージに干渉するようになり、次第に軋轢が増す。ジョージは天災や核戦争による破滅論に取りつかれる。フェデリコはストリッパーのソフィアに貢ぐようになり、ヴァネッサにばれて家を追い出され、離婚を切り出される。

### シーズン5のあらすじ
ネイトとブレンダは結婚してマヤを育てる。ブレンダは式の直前に流産したのち、再び妊娠する。胎児の障害の可能性を知り、二人はどう対処するか言い争う。デヴィッドとキースは代理母による出産を考慮したのちにアンソニーとダレルの兄弟を養子に迎え子育てで苦労する。クレアはビリーと同居するが、ビリーが芸術のインスピレーションを求めて服薬を止めたために異常なふるまいを見せて別れる。クレアはアートに行き詰まり、休学したために亡父の遺産の信託金を打ち切られて、派遣事務で働き、職場の同僚のテッドと付き合い始める。ジョージは鬱病治療により記憶障害と奇妙な行動を見せ、ルースはジョージを捨てる。ヴァネッサは子育てのためにフェデリコを家に受け入れるが夫婦関係は冷え切る。
ネイトはジョージの娘マギーに慰めを求めるようになり、マギーの家で脳卒中で倒れる。病院でブレンダに離婚を切り出したのち、突然に死ぬ。家族はネイトを失ったことに苦しみ、デイヴィッドは強盗事件のPTSDが悪化し、クレアは酒に溺れて仕事を失い、ブレンダは早産する。やがて家族は立ち直り、ブレンダはマヤを引き取りウィラとともに育てる。デイヴィッドは葬儀ビジネスを続ける。クレアはニューヨークに旅立つ。ルースは家を出て妹サラと暮らす。フェデリコとヴァネッサは自分たちの葬儀ビジネスを始める。
クレアの幻視で、家族それぞれの死が描かれる。

## エピソード一覧

### シーズン一覧
| シーズン | シーズン | エピソード | 米国での放送日               | 米国での放送日               |
| シーズン | シーズン | エピソード | 初回                         | 最終回                       |
| -------- | -------- | ---------- | ---------------------------- | ---------------------------- |
|          | 1        | 13         | 2001年6月3日                 | 2001年8月19日                |
|          | 2        | 13         | 2002年3月3日                 | 2002年6月2日                 |
|          | 3        | 13         | 2003年3月2日                 | 2003年6月1日                 |
|          | 4        | 12         | 2004年6月13日                | 2004年9月12日                |
|          | 5        | 12         | 2005年6月6日                 | 2005年8月21日                |
| トータル | トータル | 63         | 2001年6月3日 – 2005年8月21日 | 2001年6月3日 – 2005年8月21日 |

### シーズン1 （2001年）
| 通算 話数 | シーズン 話数 | タイトル                  | 監督               | 脚本               | 放送日        | US視聴者数 (百万人) |
| --- | ------------- | ------------------------- | ------------------ | ------------------ | ------------- | ------------------- |
| 1 | 1             | "秘密" "Pilot"            | アラン・ボール     | アラン・ボール     | 2001年6月3日  | 4.97                |
| 2000年のクリスマスイブ、葬儀屋フィッシャー&サンズの経営者のナサニエル・フィッシャーは運転する霊柩車がバスに衝突されて死ぬ。シアトルから帰省途中だった長男のネイトはブレンダと逢って行きずりのセックスをする。家業を手伝っていた次男のデイヴィッドは同性愛性向とボーイフレンドのキースを家族から隠している。末っ子のクレアは麻薬をたしなむ。妻のルースは不倫をする。ナサニエルの姿はしばしば家族の幻想に現れる。 |               |                           |                    |                    |               |                     |
| 2 | 2             | "遺書" "The Will"         | Miguel Arteta      | Christian Williams | 2001年6月10日 | 3.89                |
| 実業家がプールの底で頭を打って死ぬ。未亡人は亡父の事業が借金まみれであったことに衝撃を受ける。ナサニエルの遺書が公開され、ネイトとデイヴィッドはそれぞれ事業を半分ずつ相続する。デイヴィッドはかつての婚約者ジェニファーに会う。クレアは大学に行くか25歳になるまで遺産を相続できないと聞いて怒る。クレアはガブリエルと付き合う。ルースは不倫相手のハイラムとハイキングに行き、家業には今後かかわらないと決める。ブレンダはネイトとデイヴィッドをバスに乗せ、父親の死と向き合わせる。 |               |                           |                    |                    |               |                     |
| 3 | 3             | "決心" "The Foot"         | John Patterson     | Bruce Eric Kaplan  | 2001年6月17日 | 4.16                |
| パン工場の職人が生地作りミキサーに巻き込まれてバラバラになる。大手のチェーンのクローナ―社が買収を申し出て、ネイトは乗り気になるがナサニエルの幻を見て気を変える。クレアの車に、ガブリエルの足を舐めたことを揶揄する落書きがされる。激怒したクレアは遺体の切断された足をガブリエルのロッカーに隠して復讐する。ネイトとデイヴィッドはクローナ―社の提案を断るが、クローナー社は報復に格安の火葬場を通りの向かいに開業する。ルースは友人と羽目を外し、競馬で2万5千ドルを失う。火葬場が火事になる。 |               |                           |                    |                    |               |                     |
| 4 | 4             | "家族" "Familia"          | リサ・チョロデンコ | Laurence Andries   | 2001年6月24日 | 5.68                |
| ヒスパニックのギャングの一員がライバルに殺される。ネイトとデイヴィッドは遺体修復師の従業員フェデリコに助けを求める。ネイトとブレンダは火事の件で取り調べを受けるが、ネイトはクレアを疑う。ルースはディナーにブレンダを呼ぶが、ネイトとオーラルセックスをする現場を見てしまう。警察は火葬場の火事が原因不明と片付ける。 |               |                           |                    |                    |               |                     |
| 5 | 5             | "家族" "An Open Book"     | キャシー・ベイツ   | アラン・ボール     | 2001年7月1日  | 4.64                |
| 有名なポルノ女優が浴槽で感電死する。型破りの葬儀が行われてルースは衝撃を受ける。ネイトはブレンダの精神科医の両親に引き合わされる。双極性障害を患うブレンダの弟ビリーに会う。デイヴィッドは母親の教会の助祭になるよう誘われ、一緒に別の教会に通っていたキースを困らせる。デイヴィッドは同性愛をネイトに告白する。デイヴィッドはキースと一緒に教会に通うことに抵抗し、キースは怒って別れる。クレアはカウンセラーと面談することを義務付けられ、ルースは娘と親しい関係を築こうとする。 |               |                           |                    |                    |               |                     |
| 6 | 6             | "部屋" "The Room"         | ロドリゴ・ガルシア | Christian Taylor   | 2001年7月8日  | 5.29                |
| 妻に先立たれた夫ジョーンズ氏が葬儀を依頼する。ネイトは帳簿に不審点を見つけ、ナサニエルがマリファナを購入しインドレストランの部屋を借りていたことを調べ、父親には自分の知らない面があったことを知る。デイヴィッドはキースのいない寂しさにゲイバー周りをする。クレアはビリーに興味を持つがすげなくされる。ジョーンズ氏は亡妻の亡骸のそばで息を引き取る。ルースはハイラムとの関係を再開する。 |               |                           |                    |                    |               |                     |
| 7 | 7             | "兄弟" "Brotherhood"      | Jim McBride        | Christian Williams | 2001年7月15日 | 5.33                |
| 湾岸戦争の後遺症に苦しむ復員兵ヴィクターが死に、補償をめぐって軍と争ってきた兄ポールは軍葬を拒否する。ネイトは、ヴィクターが実は軍を愛し軍葬を望んでいたこと知る。ネイトとブレンダは旅行をするが、ビリーに邪魔される。デイヴィッドは進歩的な司祭の候補者を面接する。ルースはハイラムを家族に紹介し、ニコライの経営する花屋で働き始める。ネイトはポールを説得し、ヴィクターの望んだ軍葬を取りはからう。 |               |                           |                    |                    |               |                     |
| 8 | 8             | "天気" "Crossroads"       | Allen Coulter      | Laurence Andries   | 2001年7月22日 | 5.69                |
| フィッシャー&サンズのビジネスは低調となり、フェデリコは密かにクローナ―社の遺体修復の仕事を引き受ける。ネイトとデイヴィッドは部屋をダンス教室に賃貸し、デイヴィッドはダンス教師と恋仲になる。ブレンダのオーストラリア人の友人男性がブレンダの家に泊まり、ネイトは怒るが、仲直りする。クレアは高額なサマーキャンプに行くが、マリファナが見つかって返される。同級生のパーカーと友人になる。ルースはハイラムとニコライの間で揺れる。 |               |                           |                    |                    |               |                     |
| 9 | 9             | "短命" "Life's Too Short" | Jeremy Podeswa     | Christian Taylor   | 2001年7月29日 | 5.82                |
| ガブリエルの6歳の弟が銃の暴発で死に、クレアが慰める。ネイトが葬儀士の試験に落ちたため、ブレンダは他の葬儀屋の見学に連れ出す。デイヴィッドはダンス教師と付き合い、MDMAの愉しみを覚える。デイヴィッドはグループセックスを誘われてダンス教師と別れる。キースと新しい相手に出くわす。ルースはアスピリンの便にデイヴィッドが隠したMDMAを誤って飲んでしまい、ナサニエルの幻を見る。 |               |                           |                    |                    |               |                     |
| 10 | 10            | "当惑" "The New Person"   | キャシー・ベイツ   | Bruce Eric Kaplan  | 2001年8月5日  | 5.54                |
| フェデリコがクローナ―社に去り、デイヴィッドとネイトは気ままなアンジェラを代わりに雇う。デイヴィッドは規範を守らないアンジェラを解雇する。ビリーがネイトの立小便の写真を個展で展示し、ネイトとブレンダの関係にひびが入る。ビリーが薬の服用を怠っていたため、両親は施設に入れることを考え始める。デイヴィッドはキースとよりを戻そうとするが、別の相手がいるキースに拒否される。クレアはガブリエルの嘘に苦しむ。クローナ―社に幻滅していたフェデリコはフィッシャー & サンズに戻る。保険金を得るためにクローナ―社が向かいの葬儀屋に自ら放火したことをネイトに話す。 |               |                           |                    |                    |               |                     |
| 11 | 11            | "動揺" "The Trip"         | Michael Engler     | Rick Cleveland     | 2001年8月12日 | 4.33                |
| デイヴィッド、ネイトそしてブレンダはラスベガスで葬儀業界のコンファレンスに出る。ビリーはラスベガスのホテルの部屋に忍び込み、ネイトとブレンダの寝姿を写真にとる。デイヴィッドはクローナ―社に対抗する独立系の葬儀屋の意義を訴える。同業者に連れていかれたストリップバーで、デイヴィッドの同性愛がバレる。デイヴィッドは男娼を呼び、通りでセックスをして逮捕される。キースが来て事件をもみ消してくれる。クレアは、ヘロインを過剰摂取したガブリエルを見舞う。ルースは生けた花がが葬儀を思わせるとニコライに指摘され、フラワーアレンジメントのクラスを受ける。フェデリコは生後三週目の幼児の葬儀を扱い、もうすぐ生まれるはずの自分の子供のことを心配する。フェデリコと妻ヴァネッサに息子が生まれる。 |               |                           |                    |                    |               |                     |
| 12 | 12            | "告白" "A Private Life"   | ロドリゴ・ガルシア | Kate Robin         | 2001年8月19日 | 6.67                |
| ホモ嫌いに殺された若い男が殺される。ビリーはクレアとキスする写真、ネイトとブレンダがセックスをするをネイトに見せ、ナイフで脅す。ブレンダはネイトと距離を取る。ビリーはブレンダの家に忍び込み、背中の入れ墨を切り取った跡を見せ、ブレンダの入れ墨もまた切り取ろうとする。ブレンダはビリーを気絶させて救急車を呼ぶ。ブレンダはネイトとよりを戻す。ルースはデイヴィッドがゲイであると疑い、ゲイの同僚にどう母親に告白したか尋ねる。デイヴィッドはカミングアウトし、ルースは受け入れるがフェデリコは嫌悪する。キースはパトロールで葬儀をゲイ嫌いから守る。クレアはガブリエルを心配する。 |               |                           |                    |                    |               |                     |
| 13 | 13            | "人生" "Knock, Knock"     | アラン・ボール     | アラン・ボール     | 2001年8月19日 | 7.06                |
| デイヴィッドを追いかけていたトレーシーは叔母の葬式を依頼するが、式次第を変更し続け、契約書に署名しようとしない。ブレンダは精神療養施設に入れられたビリーを見舞う。ニコライは嫉妬からルースを解雇するが、すぐに謝罪する。フェデリコが、フィッシャー家で息子の洗礼式を行う。 |               |                           |                    |                    |               |                     |

### シーズン2 （2002年）
| 通算 話数 | シーズン 話数 | タイトル                                          | 監督               | 脚本              | 放送日        | US視聴者数 (百万人) |
| --- | ------------- | ------------------------------------------------- | ------------------ | ----------------- | ------------- | ------------------- |
| 14 | 1             | "死神" "In the Game"                              | ロドリゴ・ガルシア | アラン・ボール    | 2002年3月3日  | 6.24                |
| ヴァネッサの妹アンヘリカの知り合いの若い女優が薬物過剰摂取によりホラー映画のプレミア・パーティーで死ぬ。交通事故を起こしたネイトとブレンダはセックスに障害を覚える。ネイトはアスピリンの瓶に入ったMDMAを摂取してハイになる。デイヴィッドは淋病にかかる。キースが新しいボーイフレンドと幸せそうな様子を見る。ルースは同性愛について調べる。ネイトは葬儀士試験合格を知る。 |               |                                                   |                    |                   |               |                     |
| 15 | 2             | "対峙" "Out, Out Brief Candle"                    | キャシー・ベイツ   | Laurence Andries  | 2002年3月10日 | 4.64                |
| 大学のアメリカンフットボール選手が心臓麻痺で死ぬ。ネイトは脳動静脈奇形に苦しみ、デイヴィッドに打ち明ける。フィッシャー家は2万ドルをついやして棺のディスプレーを改築する。キースは麻薬中毒の妹とその娘のテイラーを世話しなくてはならずデイヴィッドの助けを得る。クレアは家から薬品を盗んだガブリエルに怒る。ルースは"プラン"と呼ばれる自己啓発セミナーに出る。フェデリコは家を買う資金の借金をフィッシャー家に申し出て断られ、ヴァネッサはフェデリコに黙って妹アンヘリカから資金をもらう。 |               |                                                   |                    |                   |               |                     |
| 16 | 3             | "死後" "The Plan"                                 | Rose Troche        | Kate Robin        | 2002年3月17日 | 5.68                |
| 心霊術者の夫の葬儀をフィッシャー&サンズが引き受ける。デイヴィッドとキースは仲を深める。クレアは強盗事件で警察に追われるガブリエルを助けようとする。ルースは"プラン"に従って人生を刷新しようとするが、最後はセミナーの聴衆にばかげていると言い放って場を去る。 |               |                                                   |                    |                   |               |                     |
| 17 | 4             | "感情" "Driving Mr. Mossback"                     | マイケル・クエスタ | Rick Cleveland    | 2002年3月24日 | 4.43                |
| ネイトとクレアは飛行機を嫌がる遺体を車で運ぶためにシアトルに行き、ネイトの友人のリサの家に泊まる。ネイトは発作を起こしてクレアに病気を告白し、リサと一夜を過ごす。ブレンダの母親は夫の浮気に怒る。キースの妹がいなくなり、デイヴィッドはその娘テイラーの面倒を見る。ルースは"プラン"に従って人々と和解を図る。 |               |                                                   |                    |                   |               |                     |
| 18 | 5             | "孤独" "The Invisible Woman"                      | Jeremy Podeswa     | Bruce Eric Kaplan | 2002年3月31日 | 5.37                |
| 女性が家で孤独死を遂げる。ルースは家族も友人もいない彼女に興味を持つ。ブレンダは小説を書こうとして筆が進まず、娼婦の客に連絡して会い取材する。ブレンダはネイトに求婚する。姪とボーイフレンドとの仲がうまくいかないキースは任務中に容疑者を射殺してしまう。デイヴィッドは落ち込むキースと一夜を過ごす。 |               |                                                   |                    |                   |               |                     |
| 19 | 6             | "来訪" "In Place of Anger"                        | Michael Engler     | Christian Taylor  | 2002年4月7日  | 6.60                |
| 酔ったビジネスマンが船から落ちて溺れ死ぬ。妻が損傷した遺体を見ることにこだわり、虐待されたと告白する。ブレンダは客のマスターベーションを手伝う。ネイトとブレンダは婚約を発表する。クローナ―社の幹部ミッツィ・ダルトン＝ハントリーがフィッシャー家を訪れ、多額の買収金額を提示する。ニコライがルースの部屋に泊まる。ルースの疎遠だった妹サラが訪れて波乱を巻き起こす。 |               |                                                   |                    |                   |               |                     |
| 20 | 7             | "咆哮" "Back to the Garden"                       | ダン・アティアス   | Joey Soloway      | 2002年4月14日 | 6.10                |
| ユダヤ人の若者が窒息プレイで死ぬ。ネイトはユダヤ人の女性のラビと話してユダヤ人の死生観を知る。ブレンダは別居した母をみて結婚に疑いを持ち始める。 キースはボーイフレンドと別れデイヴィッドとよりを戻す。クレアは叔母サラの家を週末に尋ねてパーティーに参加する。フェデリコはヴァネッサと従兄弟で建築業者のラモンの浮気を疑うが、ラモンが男性と性行為しているところを目撃する。 |               |                                                   |                    |                   |               |                     |
| 21 | 8             | "追憶" "It's the Most Wonderful Time of the Year" | アラン・テイラー   | Scott Buck        | 2002年4月21日 | 6.97                |
| サンタクロースの扮装をしたジェシーが交通事故で死ぬ。遺族は賑やかなクリスマス葬儀を望む。ナサニエルの一周忌と重なり、家族は思い出にふける。ブレンダはネイトと母マーガレットを訪ね、退院したビリーがいることに驚く。ブレンダは行きずりの男たちとセックスを重ねて小説に書く。ネイトはブレンダの前で発作を起こす。キースの妹が戻る。クレアは新しいボーイフレンドをディナーに招くがすぐに別れる。ニコライは襲われて両足を骨折する。                                                            |               |                                                   |                    |                   |               |                     |
| 22 | 9             | "予感" "Someone Else's Eyes"                      | マイケル・クエスタ | アラン・ボール    | 2002年4月28日 | 6.25                |
| 建築現場から落ちたランチボックスで歩行者が死に、残された妻と娘が葬儀をめぐって言い争う。ネイトは、自分の子を身ごもりロサンゼルスに引っ越したリサと出くわす。ブレンダは見知らぬ男とセックスをする。キースは妹がハイになっているのを知ってリハビリ施設に戻す。クレアはビリーの作品を助け、自分に写真の才能があることを知る。ニコライは怪我が治るまでフィッシャー家に滞在する。ルースは彼がギャングから逃げていることを知る。                                                                |               |                                                   |                    |                   |               |                     |
| 23 | 10            | "責任" "The Secret"                               | アラン・プール     | Bruce Eric Kaplan | 2002年5月5日  | 5.66                |
| タイ仏教の葬儀を望む客が現れる。ネイトは親権を手放す。ブレンダは精神科医にかかるが、帰りに二人の男とセックスをする。ブレンダの両親はよりを戻す。キースの妹がひき逃げ事件を起こすが、テイラーがデイヴィッドに話す。クレアは法に背いて遺体の写真を撮り学校の宿題として提出するが却下される。ニコライがフィッシャー家を出る。 |               |                                                   |                    |                   |               |                     |
| 24 | 11            | "障壁" "The Liar and the Whore"                   | Miguel Arteta      | Rick Cleveland    | 2002年5月12日 | 5.79                |
| ホスピスで老女が死に、勤務していたヴァネッサは怠慢を責められて仕事を失う。クローナ―社に唆されて以前の顧客がフィッシャー & サンズを訴える。ネイトはリサの妊娠をブレンダに告白する。ブレンダは見知らぬ男二人とセックスをする。デイヴィッドとキースはタイラーの養育をめぐってキースの両親と争う。ルースは黙ってニコライの借金8万7千ドルを払い、ニコライを怒らせる。 |               |                                                   |                    |                   |               |                     |
| 25 | 12            | "破局" "I'll Take You"                            | Michael Engler     | Joey Soloway      | 2002年5月19日 | 4.29                |
| フェデリコの近所の老婆が死に、14万9千ドルをフェデリコに遺す。ブレンダの両親は結婚を再確認する式を挙げる。ネイトはブレンダの原稿を見て浮気を知り、激怒して別れる。リサは娘を生む。デイヴィッドとキースはタイラーの養育権をめぐって面接を受ける。キースは家庭内暴力の容疑者に暴力をふるってしまう。ルースはニコライと別れる。 |               |                                                   |                    |                   |               |                     |
| 26 | 13            | "最期" "The Last Time"                            | アラン・ボール     | Kate Robin        | 2002年6月2日  | 5.49                |
| ネイトが見舞っていた若い癌患者が死ぬ。ブレンダはセックス中毒者の会合に出る。キースは停職となってテイラーを両親に奪われる。フィッシャー & サンズは不意打ち検査を受けて多額の改装費が必要となり、フェデリコが受け取っていた遺産を投資して共同経営者となる。ルースは花屋の仕事を辞める。ネイトは脳手術を受ける。ブレンダは引っ越す。 |               |                                                   |                    |                   |               |                     |

### シーズン3 （2003年）
| 通算 話数 | シーズン 話数 | タイトル                         | 監督                   | 脚本                            | 放送日        | US視聴者数 (百万人) |
| --- | ------------- | -------------------------------- | ---------------------- | ------------------------------- | ------------- | ------------------- |
| 27 | 1             | "真円" "Perfect Circles"         | ロドリゴ・ガルシア     | アラン・ボール                  | 2003年3月2日  | 5.09                |
| 脳手術中、ネイトは様々な未来や過去の幻を見る。7か月後、ネイトは回復しリサと結婚し、娘マヤとともにリサの気難しい雇い主のキャロルの家で暮らす。フィッシャー & サンズはフィッシャー & ディアスと社名を変えている。マヤの育て方をめぐりルースとリサはもめる。デイヴィッドはゲイの合唱団に加わる。キースは警備会社に勤める。クレアはアート・スクールに通い、火葬場の従業員フィルと付き合う。                                                          |               |                                  |                        |                                 |               |                     |
| 28 | 2             | "我慢" "You Never Know"          | マイケル・クエスタ     | Scott Buck                      | 2003年3月9日  | 5.13                |
| 男が元の職場で銃を乱射し4人を殺す。リサとネイトはデイヴィッドとキースをディナーに招くが、キャロルが台なしにする。クレアはクラスメートのラッセルと友人となる。ルースは薬物中毒の妹サラを見まい、ケアテイカーのベティーナに会う。 |               |                                  |                        |                                 |               |                     |
| 29 | 3             | "内面" "The Eye Inside"          | Michael Engler         | Kate Robin                      | 2003年3月16日 | 4.41                |
| 若い女性のキャリーが車にひかれて死ぬ。リサはキャロルと衝突して辞め、ルースの家に引っ越す。デイヴィッドとキースはバケーションに出かける。クレアとラッセルは新しい教師のオリヴィエに戸惑う。クレアはフィルとの束縛されない関係に満足せず別れる。ルースはベティーナと友人となるが、万引き癖に戸惑う。 |               |                                  |                        |                                 |               |                     |
| 30 | 4             | "変化" "Nobody Sleeps"           | アラン・プール         | Rick Cleveland & アラン・ボール | 2003年3月23日 | 4.13                |
| ゲイの男が病死し、恋人の男がオペラをモチーフとした葬儀を依頼する。ネイトには鬱病の兆候が表れる。リサはルースの誕生パーティーを企画するが、ベティーナが現れてかき回す。デイヴィッドはゲイ同士の葬儀を見てうらやましく思う。 |               |                                  |                        |                                 |               |                     |
| 31 | 5             | "監獄" "The Trap"                | Jeremy Podeswa         | Bruce Eric Kaplan               | 2003年3月30日 | 4.87                |
| 失踪したと思われていた男の死体が25年ぶりに崖下の車の中で発見され、遺族を戸惑わせる。フィッシャー & ディアスは住み込みの見習いアーサー・マーティンを迎える。ネイトとリサはお金の使い方をめぐって口論する。ブレンダがネイトに詫びに来る。デイヴィッドは合唱団でかつて行きずりの関係を持った男に再会する。キースは警備の仕事に不満を感じ始める。オリヴィエはクレアを助手にする。                                                                    |               |                                  |                        |                                 |               |                     |
| 32 | 6             | "性愛" "Making Love Work"        | キャシー・ベイツ       | Joey Soloway                    | 2003年4月6日  | 5.23                |
| 列に並んでいた女性が鼻血で死ぬ。ネイトとリサはマヤを連れ、友人夫婦とキャンプに行く。ネイトは結婚生活に息苦しさを感じ始めてリサと言い争う。男性同士、女性同士で性生活を語り合う。クレアはラッセルの初めての女性となる。ルースはアーサーと親しくなる。アーサーは巨躯の遺体に苦労する。 |               |                                  |                        |                                 |               |                     |
| 33 | 7             | "時期" "Timing & Space"          | ニコール・ホロフセナー | Craig Wright                    | 2003年4月13日 | 3.90                |
| ブレンダの父バーナードが亡くなってネイトが葬儀に参列する。ネイトとブレンダはお互いの思いを確かめ合う。ネイトとリサはブレンダについて言い争う。キースはデイヴィッドの合唱団のメンバーのブランチに連れていかれ居心地の悪い思いをする。クレアとラッセルの仲が深まる。ルースはアーサーに惹かれて付きまとう。 |               |                                  |                        |                                 |               |                     |
| 34 | 8             | "信仰" "Tears, Bones and Desire" | ダン・アティアス       | Nancy Oliver                    | 2003年4月20日 | 4.48                |
| 一夫多妻制を実践するカルトの指導者が死に、フィッシャー & ディアスは遺体の見守りを望む未亡人と子供たちであふれる。リサはブレンダのことが気になり別名でマッサージを受けに行く。キースはペイントボールでデイヴィッドの合唱団の仲間に仕返しをする。クレアはオリヴィエに振り回され、彼が両性愛者で学生と寝る癖があることを知り、アシスタントを辞める。ルースとアーサーは思いがけなくキスをする。ヴァネッサは母の死で落ち込み続ける。                  |               |                                  |                        |                                 |               |                     |
| 35 | 9             | "解放" "The Opening"             | Karen Moncrieff        | Kate Robin                      | 2003年4月27日 | 4.62                |
| 自殺した女性の葬儀を引き受け、ネイトは自分の病気への恐れを、フェデリコはヴァネッサの憂鬱を思い出す。ネイトとリサの距離は広がり、離婚を話し合い始める。クレア、ラッセル、オリヴィエ、ビリーは展覧会で作品を展示する。展覧会でブレンダがネイトとリサに出くわす。リサはネイトがブレンダをまだ愛していると確信する。ブレンダはオリヴィエと母が寝ているところを見る。デイヴィッドとキースは三人での性交を楽しむ。ルースとアーサーはさらに親しくなる。 |               |                                  |                        |                                 |               |                     |
| 36 | 10            | "離別" "Everyone Leaves"         | Dan Minahan            | Scott Buck                      | 2003年5月4日  | 5.15                |
| キースの大叔母が亡くなり、デイヴィッドとともに葬儀に出席するが、ゲイ嫌いの父親と喧嘩になる。リサはネイトとマヤから距離を置くために妹の家を訪ねる。ブレンダはビリーと同居するが、過度に親密にされて逃げ出し、ネイトに会ってキスをする。リサが行方不明となる。ラッセルからオリヴィエとセックスをしたと告白されたクレアはラッセルを捨てる。ヴァネッサは抗うつ薬を過剰摂取してハイになる。ルースはアーサーが童貞であることを知り、クレアと慰め合う。 |               |                                  |                        |                                 |               |                     |
| 37 | 11            | "失踪" "Death Works Overtime"    | ダン・アティアス       | Rick Cleveland                  | 2003年5月11日 | 5.07                |
| フィッシャー & ディアスは同時に三件の葬儀を抱える。ネイトは行方不明のリサを心配してパニックになる。リサの車が発見される。ブレンダの母マーガレットは亡夫の灰をベランダから撒く。ビリーはブレンダに愛を告白する。クレアは妊娠する。ルースは葬儀出席者のジョージと親しくなる。。ヴァネッサは同居するようになった妹アンヘリカと買い物に夢中になりフェデリコを悩ませる。                                                                              |               |                                  |                        |                                 |               |                     |
| 38 | 12            | "黄昏" "Twilight"                | キャシー・ベイツ       | Craig Wright                    | 2003年5月18日 | 4.66                |
| フィッシャー & ディアスは死刑にされた連続殺人犯の葬儀を引き受け、ネイトはその娘と親密になる。デイヴィッドはキースと喧嘩をし、別の男と寝る。クレアはブレンダに付き添ってもらい中絶手術を受ける。ルースとジョージは急速に仲を深めて婚約するが、ジョージは過去に六度結婚していたことが分かる。 |               |                                  |                        |                                 |               |                     |
| 39 | 13            | "迷宮" "I'm Sorry, I'm Lost"     | アラン・ボール         | Joey Soloway                    | 2003年6月1日  | 5.78                |
| ネイトはさらに荒れる。家族はみなナサニエルの幻視を見る。ブレンダは隣人のジョーとデートをする。警察からリサの死体が発見されたという連絡が来る。デイヴィッドはキースと話し合い、再びよりを戻す。クレアはガブリエルとリサの幻視を見て二人が死んだことを悟る。ルースとジョージは出会って7週間で結婚する。ヴァネッサとアンヘリカに嫌気がさしたフェデリコはストリップクラブに行く。                                                                    |               |                                  |                        |                                 |               |                     |

### シーズン4 （2004年）
| 通算 話数 | シーズン 話数 | タイトル                       | 監督                   | 脚本                        | 放送日        | US視聴者数 (百万人) |
| --- | ------------- | ------------------------------ | ---------------------- | --------------------------- | ------------- | ------------------- |
| 40 | 1             | "埋葬" "Falling into Place"    | マイケル・クエスタ     | Craig Wright                | 2004年6月13日 | 4.20                |
| 1972年、ブルーノがハイになって転落死する。リサの死の知らせの直後、ネイトはブレンダの家に行き慰められる。その頃、クレアとデイヴィッドはルースとジョージのセックス中の大声に悩まされる。ネイトが帰宅してリサの死を告げ、デイヴィッドが同行して遺体を引き取る。リサの両親は火葬を主張し、棺なしで土に埋められたいという希望を聞いていたネイトは争う。ラッセルがクレアに再会し、中絶したことを聞いて動揺する。ネイトは密かにブルーノの遺灰をリサの両親に渡し、リサの遺体を生前の希望通りに土葬する。ヴァネッサはアンジェリカを追い出す。 |               |                                |                        |                             |               |                     |
| 41 | 2             | "本音" "In Case of Rapture"    | ダン・アティアス       | Rick Cleveland              | 2004年6月20日 | 3.93                |
| 3か月後、空に浮かぶダッチワイフを天使と間違えた女性が車に惹かれて死ぬ。いまだにリサの死から立ち直れないネイトは、死因に無関心な夫にいらだつ。葬儀の仕事に向いてないと感じて辞める。アーサーもジョージにいらだつ。ブレンダはジョーとセックスをする。キースはセレブを護衛する高給の仕事に就く。デイヴィッドは水道修理工にオーラル・セックスをしてもらい、キースに打ち明ける。アートから遠ざかっていたクレアはアニタ・ミラーと知り合い、イーディのパフォーマンスに連れていかれる。フェデリコはソフィアに貢ぐようになる。 |               |                                |                        |                             |               |                     |
| 42 | 3             | "遊戯" "Parallel Play"         | Jeremy Podeswa         | Joey Soloway                | 2004年6月27日 | N/A                 |
| フィッシャー家はガレージセールを行い、不用品を燃やす。ネイトが辞めたため、デイヴィッドはアーサーの職務を増やす。ネイトは幼児クラスで知り合った母親と寝るがその態度に傷つく。ジョーはブレンダとのセックスで問題を抱える。ジョージのもとに汚物が届き、ルースはアーサーの仕業だと疑い、アーサーは辞職して去る。クレアはイーディがレズビアンであると知る。 |               |                                |                        |                             |               |                     |
| 43 | 4             | "過去" "Can I Come Up Now?"    | Dan Minahan            | アラン・ボール              | 2004年7月11日 | N/A                 |
| デイヴィッドの元婚約者ジェニファーの父が雷に打たれて死ぬ。ネイトはリサが死んでいないと語る心霊術師に会う。ブレンダとジョーは、母マーガレットとその恋人になっているオリヴィエに会う。キースは新しい職場でカミングアウトをためらう。ジョージの疎遠だった息子のカイルが父を憎み汚物を送っていたとわかる。ルースはジョージとカイルの対面を整えるがうまくいかない。フェデリコはソフィアに悩まされる。 |               |                                |                        |                             |               |                     |
| 44 | 5             | "恐怖" "That's My Dog"         | アラン・プール         | Scott Buck                  | 2004年7月18日 | 3.66                |
| ネイトは死別サポートグループに出る。キースの留守中、遺体搬送中のデイヴィッドは強盗に転じたヒッチハイカーにクラック・コカインを無理やり吸わされ、殺されそうになり九死に一生を得る。ルースはカイルと知り合いの女性を引き合わせようとし、ジョージを悩ませる。ソフィアがフィッシャー & ディアスに現れてフェデリコを驚愕させる。 |               |                                |                        |                             |               |                     |
| 45 | 6             | "傷跡" "Terror Starts at Home" | Miguel Arteta          | Kate Robin                  | 2004年7月25日 | 3.80                |
| フィッシャー & ディアスは強盗に射殺された死者の葬儀を引き受ける。ネイトは犬の静養所の仕事を見つける。ジョーとブレンダは家を買い子供を持つことを考え始める。デイヴィッドは強盗経験の心の傷に苦しむ。ルースはジョージの大学のパーティーに出てジョージの女性遍歴を耳にし、後で二人は喧嘩になる。ルースはデイヴィッドのために誕生パーティーを開き、アートスクールの友達とドラッグをたしなんだクレアはハイになり遅れて来る。ヴァネッサはフェデリコの浮気を疑い始める。デイヴィッドは葬儀でパニックに襲われ、つらかった強盗の経験をクレアに告白する。クレアはネイトにデイヴィッドの葬儀の仕事を助けてくれと懇願する。ブレンダがネイトを訪ねて来て二人はキスをする。 |               |                                |                        |                             |               |                     |
| 46 | 7             | "挑戦" "The Dare"              | Peter Webber           | Bruce Eric Kaplan           | 2004年8月1日  | 3.49                |
| ネイトは葬儀の仕事に戻っている。ブレンダとセックスの関係を続ける。犬の静養所の元同僚と寝てリサの夢を見る。ブレンダは浮気していることをジョーに告白する。デイヴィッドは強盗のPTSDから回復せず、クレアが気にかける。アーチストのセレステのツアーに同行中のキースは同僚にカミングアウトする。デイヴィッドは行きずりの男とセックスをしそうになるが強盗のフラッシュバックに妨げられる。クレアはイーディと寝る。ルースはジョージにさらに秘密があることを疑い、化石収集に同行し、近所にある妹の家に寄ってサラとベティーナに会う。フェデリコはソフィアと別れる。だが浮気を知ったヴァネッサに出て行かれ、ソフィアの家に行き初めてセックスをする。                      |               |                                |                        |                             |               |                     |
| 47 | 8             | "従来" "Coming and Going"      | ダン・アティアス       | Nancy Oliver                | 2004年8月8日  | 3.95                |
| ネイトとブレンダはマヤを連れて公園に行く。ジョーは二人が寝ているところを見てブレンダと別れる。いまだPTSDを抱えるデイヴィッドは、キースの不在中に以前ペイントボールで知り合った男と寝る。キースはツアー中のセレステに誘惑されて寝て、翌日解雇される。クレアはイーディと過ごして自分がストレートであることを知る。ルースは次第にジョージに苛立ち、お気に入りの木の枝を切られて激怒する。行き先を告げず、置手紙を残して家を出る。泊まるところのないフェデリコはフィッシャー & ディアスで夜を過ごす。ヴァネッサは妹アンジェリカと一緒にソフィアの家に行って乱闘となり、車の窓を割って憂さを晴らす。                                                               |               |                                |                        |                             |               |                     |
| 48 | 9             | "開眼" "Grinding the Corn"     | Alan Caso              | Rick Cleveland              | 2004年8月15日 | 3.30                |
| コミックのコレクターが落ちてきたコミックの下になって死ぬ。棺に入れてほしいと遺言した貴重なコミックを、友人たちが盗もうとする。ネイトはブレンダと体の関係を続けるが、今後の関係について言い争いをする。ブレンダはセックス依存症に戻りそうになる。キースはデイヴィッドにセレステとの一夜を告白する。クレアの授業の教師が怪我をして、ビリーが代りを務める。イーディはクレアと口をきかなくなる。クレアはクラスメートのジミーの助けで初めてオーガズムを知る。ルースは家に帰らず、ベティーナとメキシコに旅行する。ジョージは鬱の症状を見せ始める。 |               |                                |                        |                             |               |                     |
| 49 | 10            | "挑発" "The Black Forest"      | Peter Care             | Joey Soloway & Craig Wright | 2004年8月22日 | 3.36                |
| ネイトはブレンダとマヤを連れてアイダホ州に行きリサの葬式に出るが、葬儀屋が遺灰に疑問を持つ。デイヴィッドとルースは同性婚式に出て結婚を考え始める。イーディはクレアとの仲をあきらめる。ルースは渋々家に戻り、新しいルールの下でジョージと暮らし始める。ジョージの息子カイルと友人の女性を引き合わせるが、ジョージとカイルは口論を始め、ジョージは破滅説に取りつかれる。 |               |                                |                        |                             |               |                     |
| 50 | 11            | "避難" "Bomb Shelter"          | ニコール・ホロフセナー | Scott Buck                  | 2004年8月29日 | 3.53                |
| ブレンダの母マーガレットは緊急の子宮摘出手術を受ける。リサの姉バーブとその夫ホイトが遺灰のすり替えに気づいてネイトを問い詰め、マヤを引き取ると脅す。デイヴィッドは映画プロデューサーのロジャーとの喧嘩の訴訟に直面し、キースがロジャーと寝て取り下げさせる。警察がデイヴィッドを襲った強盗を見つける。クレアはジミーの口利きで写真展を催す。ジョージは破滅説に取りつかれ、家の爆弾シェルターを改造し物資を備蓄し始める。ルースは夫婦でセックス・ワークショップに出ようとするがジョージは約束を忘れる。フェデリコは家から閉め出され、ヴァネッサは別の男と付き合う。                                                                                            |               |                                |                        |                             |               |                     |
| 51 | 12            | "無題" "Untitled"              | アラン・ボール         | Nancy Oliver                | 2004年9月12日 | 3.73                |
| ネイトはマヤをバーブに奪われることを心配してブレンダとの間に摩擦が起きる。バーブの娘ミカエラがデイヴィッドに渡した本の中の写真を訝ってホイトを問い詰め、リサと関係があったことを知るが、ホイトはネイトと妻バーブの目の前で自殺する。デイヴィッドは逮捕された強盗犯に会いに行く。キースは再びロジャーに脅され、自分の警護の仕事に誘われる。クレアは写真展を成功させるがコカインに溺れ、ラッセルやジミーとの友情にひびが入る。ビリーと寝る。ルースはジョージの娘マギーと会う。ジョージは核戦争の恐怖に覚えてシェルターで夜を過ごし始める。フェデリコはヴァネッサから離婚を切り出される。                                                                        |               |                                |                        |                             |               |                     |

1. ↑  シーズン4エピソード1

### シーズン5 （2005年）
| 通算 話数 | シーズン 話数 | タイトル                            | 監督                   | 脚本              | 放送日        | US視聴者数 (百万人) |
| --- | ------------- | ----------------------------------- | ---------------------- | ----------------- | ------------- | ------------------- |
| 52 | 1             | "純白" "A Coat of White Primer"     | ロドリゴ・ガルシア     | Kate Robin        | 2005年6月6日  | 2.62                |
| 妻が夫との争いの末に誤って死に、フィッシャー & ディアスで葬儀を行う。ネイトとの結婚式を前にしてブレンダは流産する。デイヴィッドとネイトは養子と代理母出産を検討する。クレアはビリーと付き合い、休学したためにルースと不和になる。ジョージは破滅論に取りつかれて鬱を発し、電気ショック療法で一部の記憶を失い退院する。苛立ったルースは結婚式でクレアに平手打ちを浴びせる。フェデリコはデートサイトで新しい相手を探す。 |               |                                     |                        |                   |               |                     |
| 53 | 2             | "違和" "Dancing for Me"             | ダン・アティアス       | Scott Buck        | 2005年6月13日 | 2.10                |
| ネイトの高校時代の友人が不慮の事故で死んでフィッシャー&ディアスで葬儀を行い、ネイトはもう一人の友人と飲みに出かける。ブレンダは無料診療所のインターンとなる。デイヴィッドは代理出産のための卵子提供をクレアに依頼する。クレアはクライアントが満足できる作品を作ることができない。クレアと暮らすビリーは芸術のインスピレーションが湧かないことに悩み、薬を捨てる。ルースは記憶の問題を抱えるジョージを持てあまし、娘のマギーに慰められる。フェデリコはガールフレンドのふるまいに動揺してヴァネッサに相談する。 |               |                                     |                        |                   |               |                     |
| 54 | 3             | "記憶" "Hold My Hand"               | Jeremy Podeswa         | Nancy Oliver      | 2005年6月20日 | 1.92                |
| セラピストのインターンとして働くブレンダは患者の暴力的な行動にさらされる。デイヴィッドはラスベガスでの逮捕歴により養子縁組を認められず、代理出産を求める。クレアは休学したために父の遺産の信託金を停止され、ルースと争う。服薬を止めたビリーは常軌を逸した行動をとり始める。マギーはマヤを見て死んだ子のことを思い出す。ジョージは奇矯なふるまいが増えてルースを悩ませる。子供の時に無くした母親の幻を見て、マギーにショック療法の手配を頼む。フェデリコは葬儀業界のカンファレンスで、かつてフィッシャー&サンズにいたアンジェラに会って一夜を過ごす。 |               |                                     |                        |                   |               |                     |
| 55 | 4             | "不惑" "Time Flies"                 | アラン・プール         | Craig Wright      | 2005年6月27日 | 2.19                |
| ネイトの40歳の誕生日、ブレンダは妊娠を知る。ブレンダはネイトのためにサプライズ誕生パーティーを開く。鳥が家の中に迷いこみ、ネイトはいらだってブレンダと口喧嘩になる。デイヴィッドとキースは代理母かつ卵子提供者を選ぶ。二人はロジャーの子供たちの子守をさせられる。ロジャーの妻が養子縁組組織に口をきいてくれる。ビリーはさらに奇矯なふるまいを見せてクレアと争う。クレアはネイトの友人と寝て、ビリーと別れる。ルースはジョージから離れて編み物サークルに慰めを見出す。ジョージとビリーは精神治療について話し合う。ジョージはルースに苦しみを爆発させる。フェデリコはヴァネッサと寝る。 |               |                                     |                        |                   |               |                     |
| 56 | 5             | "前進" "Eat a Peach"                | Dan Minahan            | Rick Cleveland    | 2005年7月4日  | 1.50                |
| ネイトとブレンダは、マヤに実母リサのことを教えるべきか言い争う。デイヴィッドとキースは代理母候補からキースの精子で妊娠したと報告されるが、偽性であったことが判明する。二人はアンソニーとダレルの兄弟を養子にとることを検討する。ビリーはクレアをあきらめられず、母マーガレットを使ってクレアと会うが、クレアは立ち去る。ルースは編み物サークルの友人たちとディナーに出かけ、マギーとジョージがネイトとブレンダの家で食事をする。フェデリコは息子の学校でのトラブルを利用してヴァネッサとよりを戻そうとしてヴァネッサを怒らせる。 |               |                                     |                        |                   |               |                     |
| 57 | 6             | "峡谷" "The Rainbow of Her Reasons" | メアリー・ハロン       | Joey Soloway      | 2005年7月10日 | 2.23                |
| ビリーはクレアのことを忘れられず、ネイトとブレンダの家に入り浸って悩ませる。デイヴィッドとキースはアンソニーとダレルの兄弟を養子に迎えて規律を守らせようと苦労する。ルースとジョージは新居に引っ越してやり直そうとするが、サラの友人で、ネイトの最初の女性であったフィオナがトパンガ峡谷から転落して死ぬ。サラはルースの家に来て、ルースや女性の友人たちとフィオナを悼むパーティーを開く。ルースはジョージのもとに戻らず、娘のマギーが心配する。ジョージはルースが別れたがっていることを察する。クレアは派遣の事務を始める。ヴァネッサは妹が女優の仕事を始めたためにベビーシッターを雇うがうまくいかず、フェデリコに戻ってきてほしいと頼む。 |               |                                     |                        |                   |               |                     |
| 58 | 7             | "孤立" "The Silence"                | ジョシュア・マーストン | Bruce Eric Kaplan | 2005年7月17日 | 2.29                |
| ブレンダとネイトは生まれてくる子に障害の可能性があると聞かされる。ブレンダは出産に固執し、羊水検査を受けた上で中絶も考慮したいネイトと対立する。ネイトはかつて子供を病気で失ったマギーに相談するが、出産を勧められる。デイヴィッドとキースは子育てに苦労する。クレアは勤務先の弁護士テッドに興味を持ち、同僚から交際中だと聞かされる。ジョージは別の相手と婚約し、離婚を急ぐ。ルースはジョージの婚約者に彼の問題を告げ口する。フェデリコはヴァネッサが自分を愛していないことに傷つく。 |               |                                     |                        |                   |               |                     |
| 59 | 8             | "模索" "Singing for Our Lives"      | マット・シャックマン   | Scott Buck        | 2005年7月24日 | 2.46                |
| ヒスパニックの顧客をフェデリコが世話する。ブレンダは超音波診断を受け、胎児は順調だと聞かされるが羊水検査は拒否する。ネイトは親密さを増したマギーの勧めに従いブレンダを連れてクエーカー教徒の集まりに出席するが、ブレンダには苦痛でしかない。デイヴィッドとキースの留守中にルースがアンソニーとダレルの子守をするが、兄弟は勝手に抜け出して車を運転する。フィッシャー&ディアスの共同経営者たちは将来の投資に異なる意見を持つ。デイヴィッドは火葬場の買収を、ネイトは自然葬ビジネスを、フェデリコはスペイン語を話せる従業員の雇用を望む。クレアはアニータに出くわして展覧会に誘われ、テッドと出かけて昔の仲間たちに再会する。ルースはハイラムに会いに行き、キャンプに誘う。ネイトはマギーの家で彼女と寝た後、脳卒中の発作を起こして倒れる。 |               |                                     |                        |                   |               |                     |
| 60 | 9             | "境界" "Ecotone"                    | Dan Minahan            | Nancy Oliver      | 2005年7月31日 | 2.54                |
| ネイトは救急車で病院に運ばれ、手術を受ける。クレアはテッドが忌み嫌う共和党員であると知る。家族が集まるが、キャンプ場にいるルースには連絡がつかない。ブレンダはネイトがマギーと寝ていたことを察する。意識を取り戻したネイトは身重のブレンダに離婚を申し出る。ネイトは突然に亡くなる。 |               |                                     |                        |                   |               |                     |
| 61 | 10            | "一人" "All Alone"                  | アダム・デヴィッドソン | Kate Robin        | 2005年8月7日  | 2.85                |
| 突然のネイトの死に、残された家族は動揺し悲しむ。デイヴィッドはルースの反対をおして、ネイトの遺志通りに自然葬にする。キースはロジャーが二人のセックスビデオを他人に見せていたことを知り、彼の仕事を辞める。デイヴィッドはしばしば強盗犯の幻視を見て、葬儀でパニックになる。ジョージは葬儀に出席してルースを支える。ブレンダはマヤをルースに預ける。 |               |                                     |                        |                   |               |                     |
| 62 | 11            | "雑音" "Static"                     | マイケル・クエスタ     | Craig Wright      | 2005年8月14日 | 3.25                |
| 四肢のうち三つを失った傷痍軍人が姉の助けで自殺し、フィッシャー&ディアスで葬儀を行う。ネイトの死から一月がたっても、家族は苦しみ続け、しばしばネイトの幻を見る。ビリーは身重のブレンダを支える。ブレンダはネイトの幻視に刺激を受けてビリーに関するエロティックな夢を見てビリーと距離を置く。キースは強盗犯の幻を見続けるデイヴィッドを支え、養子の面倒を引き受ける。クレアは酒に溺れて荒れ、仕事を失いテッドと喧嘩をし、乗り続けてきた霊柩車で事故を起こす。ジョージはマヤを預かったルースを助ける。マギーはジョージに怒りをぶつけた後ロサンゼルスを離れる。フェデリコは葬儀ビジネスの今後についてデイヴィッドと話し合おうとするが、デイヴィッドはまだその気になれず仕事をさぼり、ヴァネッサがフェデリコを助ける。ブレンダはルースからマヤを取り戻そうとするが二か月早く破水する。 |               |                                     |                        |                   |               |                     |
| 63 | 12            | "未来" "Everyone's Waiting"         | アラン・ボール         | アラン・ボール    | 2005年8月21日 | 3.89                |
| ブレンダはウィラを未熟児として生む。マヤを引き取り、キースの幻に悪い予想を吹き込まれながらも、ウィラは順調に育つ。PTSDに苦しむデイヴィッドは母としばらく暮らし、父の幻を見たのちPTSDを克服する。葬儀ビジネスを続けることを決意する。クレアはテッドと仲直りするが、ニューヨークで写真家助手の仕事を得る。その後仕事の話はなくなるが、母から遺産の金をもらってニューヨークで運を試す。ルースは家を出て、サラやベッティーナと一緒に暮らす。フェデリコとヴァネッサは、自分たちの葬儀ビジネスを持つため、悲嘆にくれるデイヴィッドにフィッシャー&ディアスを売却するよう説得するが、回復したデイヴィッドは考え直して売却を止め、フェデリコの持ち分を買い取る。 ニューヨークに向かうクレアは未来の幻視を見る。ダレルは遺体修復に興味を持つ。ブレンダは再婚し、マヤとウィラを育てる。デイヴィッドとキースは結婚する。フェデリコとヴァネッサは夫婦を続ける。2025年、ルースは79歳で死ぬ。2029年、キースは61歳の時に射殺される。クレアはテッドと結婚する。2044年、デイヴィッドは75歳で死ぬ。2049年、フェデリコは75歳で死ぬ。2051年、ブレンダは82歳で死ぬ。2085年、クレアは102歳で死ぬ。 |               |                                     |                        |                   |               |                     |